# Wereldkampioenschappen 10-pin-bowling 1987
De Wereldkampioenschappen 10-pin-bowling 1987 waren door de World Tenpin Bowling Association (WTBA) van de International Bowling Federation (IBF) georganiseerde kampioenschappen voor bowlers. De 11e editie van de wereldkampioenschappen vonden plaats in het Finse Helsinki. 
Dorette Boelens verbeterde het wereldrecord dames één game 289, tijdens een wereldkampioenschap.

## Resultaten
|        | Masters                   | Masters                           | Singles                                     | Singles                                  | All-events      | All-events       |
| Plaats | Heren                     | Dames                             | Heren                                       | Dames                                    | Heren           | Dames            |
| ------ | ------------------------- | --------------------------------- | ------------------------------------------- | ---------------------------------------- | --------------- | ---------------- |
| Goud   | Roger Pieters             | Anette Hägre                      | Patrick Rolland                             | Edda Piccini                             | Rick Steelsmith | Sandra-Jo Shiery |
| Zilver | Rick Steelsmith           | Mayumi Hayashi                    | Paeng Nepomuceno                            | Lee Ji-Yeon                              | Ulf Bolleby     | Adda Piccini     |
| Brons  | Tom Hahl                  | Carol Gianotti                    | Rick Steelsmith                             | Nellie Glandon                           | Tom Hahl        | Aasa Larsson     |
|        | Doubles                   | Doubles                           | Trios                                       | Trios                                    | 5/teams         | 5/teams          |
| Plaats | Heren                     | Dames                             | Heren                                       | Dames                                    | Heren           | Dames            |
| Goud   | Ulf Hämnäs Ulf Bolleby    | Cora Fiebig Kathy Wodka           | Dan Nadau Rick Steelsmith Duane Sandvick    | Sue Holton Karen Bender Nellie Glandon   | Zweden          | Verenigde Staten |
| Zilver | Patrick Wee Sam Goh       | Aasa Larsson Annette Hägre        | Teemu Raatikainen Tom Hahl Mikko Kaartinen  | Monica Johansson Carina Eriksson         | Finland         | Zweden           |
| Brons  | Dan Nadau Rick Steelsmith | Chris Felchmann Hilde Reidermaier | Bart Jan Boogaart Cyriel Meisel Tom Plummen | Cora Fiebig Kathy Wodka Sandra-Jo Shiery | Nederland       | Australië        |